# Миранти-да-Серра

Миранти-да-Серра на карте штата.

Миранти-да-Серра (порт. Mirante da Serra)  —  муниципалитет в Бразилии, входит в штат Рондония. Составная часть мезорегиона Восток штата Рондония. Входит в экономико-статистический  микрорегион Жи-Парана. Население составляет 11 878 человек на 2010 год. Занимает площадь 1 191,88 км². Плотность населения — 9,97 чел./км².

## Демография
Согласно сведениям, собранным в ходе переписи 2010 г. Национальным институтом географии и статистики (IBGE), население муниципалитета составляет:
| Полное население                               | Полное население                               | Полное население                               | Полное население                               | 11 878 |
| ---------------------------------------------- | ---------------------------------------------- | ---------------------------------------------- | ---------------------------------------------- | ------ |
| в том числе:                                   | Городское население                            | 6 444                                          | Процент городского населения, %                | 54,25  |
|                                                | Сельское население                             | 5 434                                          | Процент сельского населения, %                 | 45,75  |
|                                                | Мужское население                              | 6 049                                          | Процент мужского населения, %                  | 50,93  |
|                                                | Женское население                              | 5 829                                          | Процент женского населения, %                  | 49,07  |
| Плотность населения, чел/км²                   | Плотность населения, чел/км²                   | Плотность населения, чел/км²                   | Плотность населения, чел/км²                   | 9,97   |
| Население муниципалитета в % к населению штата | Население муниципалитета в % к населению штата | Население муниципалитета в % к населению штата | Население муниципалитета в % к населению штата | 0,76   |

По данным оценки 2015 года население муниципалитета составляет 12 360 жителей.

## Важнейшие населенные пункты
| № | Населённый пункт | Населённый пункт (порт.) | Категория | Население чел. (2010) | На карте                        |
| - | ---------------- | ------------------------ | --------- | --------------------- | ------------------------------- |
| 1 | Миранти-да-Серра | Mirante da Serra         | город     | 6444                  | 11°01′59″ ю. ш. 62°40′19″ з. д. |